# Рейхман Лев Йосипович
Лев Йосипович Рейхман (1901, Чернігів – 1940, Москва) — начальник 1-го відділу Головного економічного управління (ГЕУ) НКВС СРСР, майор державної безпеки (1937). Входив до складу особливої трійки УНКВС  по Харківській області.

## Біографія
Народився в єврейській сім'ї кравця (мати виховувала 2-х синів і 2-х дочок без чоловіка). Закінчив 1 клас єврейського ремісничого училища в Чернігові в 1913. З 1914 по 1918 робітник-слюсар.
З 1919 по 1920 рр. політбоєць 1-го Чернігівського добровольчого полку, співробітник політбюро ЧК Бузулуцького повіту. Член РКП(б) з 1920. З 1920 по 1921 співробітник Самарської губернської ЧК, співробітник, комендант загону ВЧК боротьби з «бандитизмом» (Новоросійськ, Анапа). У 1921—1922 уповноважений Чернігівської губернської ЧК, начальник Економічного відділу Ніжинського повітового відділу ГПУ. У 1922—1923 політбоєць у військах ГПУ (Теофіполь). У 1923—1926 старший уповноважений Економічного відділу Новгород-Сіверського окружного овідділку ГПУ, з червня 1925 р. - старший уповноважений Економічного відділу Полтавського округовідділу ГПУ. У вересні 1926—  березні 1929  рр. -  помічник начальника  Шевченківського  окружного відділу ГПУ, Черкаси. У 1929—1930 начальник 4-го відділення Економічного управління ГПУ УРСР. З вересня  1930 р. - начальник Економічного відділку Київського оперативного сектору ГПУ,  з серпня 1931 р. начальник Економічного відділку Одеського  оперативного сектору ГПУ. З березня 1932 р. -  начальник Економічного відділу Одеського облвідділу ГПУ,  з серпня 1932 р. - начальник відділку Економічного управління ГПУ УСРР,  з березня 1933 р. - начальник Економічного відділу Вінницького обласного відділу ГПУ, з березня 1934 р. - начальник Економічного відділу Донецького облвідділу ГПУ, з 11 липня 1934 р. -  начальник Економічного відділу УДБ УНКВС Донецької області,  з 13 вересня 1934 р. в резерві призначення НКВС УРСР. З 21 листопада 1934 р. - начальник Особливого відділу УДБ УНКВС Київської області. З лютого 1936 р. - начальник Запорізького міськвідділу НКВС  Дніпропетровської області, з 3 січня 1937 р. -  заступник начальника 3-го відділу УДБ НКВС УРСР, з 13 лютого 1937 р. - заступник начальника УНКВС Київської області.
З 6 серпня 1937 р. по 6 березня 1938 р. очолював УНКВС Харківської області, офіційно перебуваючи з 16 серпня 1937 р. по 6 березня 1938 р. на посаді заступника начальника УНКВС Харківської області. С 14 серпня 1937 р. до березня 1938 р. - голова   особливої трійки УНКВС Харківської області, створеної за наказом НКВС СРСР від 30.07.1937 № 00447 та активною участю у сталінських репресіях.
З 7 березня 1938 р . - тимчасово виконуючий посаду начальника начальника 3-го (контррозвідувального) відділу УДБ НКВС УРСР,  з 28 березня 1938 р. - начальник 7-го відділу (оборонна промисловість) 1-го управління НКВС СРСР,  з 29 вересня 1938 р. - начальник відділу оборонної промисловості (1-го відділу) Головного Економічного Управління  НКВС СРСР.

## Арешт та розстріл
Заарештований 24 жовтня 1938 року. 
25 січня 1940 р. ВКВС СРСР встановила, що “ Рейхман працюючи начальником відділку ЕКУ НКВС УСРР у 1933 році був завербований до антирадянської терористичної змовницької організації, що існувала в органах НКВС УСРР, одним із керівників цієї організації Мазо. У наступні роки Рейхман, працюючи на відповідальних посадах в органах НКВС УРСР, а потім начальником ГУДБ НКВС у своїй чекістській діяльності проводив ворожу роботу, яка була направлена на знищення партійно-радянських кадрів та збереження від розгрому контрреволюційних формувань” та засудила його  за статтями 58-1 п."а" і 58-11 КК РРФСР  “до вищої міри карного покарання – розстрілу з конфіскацією   всього його особистого майна. Вирок остаточний і оскарженню не підлягає"
Розстріляний за вироком ВКВС СРСР 26 січня 1940 року. Не реабілітований.

## Звання
Капітан держбезпеки (8 січня 1936 р.)
Майор держбезпеки (17 грудня 1937 р.).

## Нагороди
Нагороджений орденом Червоної Зірки (20 грудня 1937 р.) та знаком «Почесний працівник ВЧК-ГПУ» (XV) № 111 (20 грудня 1932 р.).